# Tornei di tennis femminili nel 1917
Prima della nascita del WTA Tour, ossia l'apertura alle tenniste professioniste dei tornei che prima di quell'anno erano riservati alle tenniste dilettanti, tutti gli eventi più importanti erano amatoriali, tra questi c'erano i tornei del Grande Slam. A causa della prima guerra mondiale la maggior parte dei tornei furono cancellati, gli altri si disputarono lontano 
dagli scenari bellici: tra questi c'era lo U.S. National Championships unico torneo dello Slam disputato durante la guerra.

## Gennaio
Nessun evento

## Febbraio
Nessun evento

## Marzo
Nessun evento

## Aprile
Nessun evento

## Maggio
| Settimana | Torneo                                                                       | Vincitore                                        | Finalista                           | Semifinalisti | Eliminati ai quarti |
| --------- | ---------------------------------------------------------------------------- | ------------------------------------------------ | ----------------------------------- | ------------- | ------------------- |
| 19 maggio | Metropolitan Patriotic Tournament 1917 New York, USA Erba Singolare - Doppio | Molla Bjurstedt 6-3 6-1                          | Mrs C. V. Hitchins                  |               |                     |
| 19 maggio | Metropolitan Patriotic Tournament 1917 New York, USA Erba Singolare - Doppio | Molla Bjurstedt Marie Wagner 6-1 7-5             | Helen Bernhard Helene Pollak        |               |                     |
| 19 maggio | Metropolitan Patriotic Tournament 1917 New York, USA Erba Singolare - Doppio | Doppio misto: Molla Bjurstedt Alrick Man 6-4 8-6 | Florence Ballin Frederick Alexander |               |                     |

## Giugno
| Settimana | Torneo                                                                   | Vincitore                               | Finalista                  | Semifinalisti | Eliminati ai quarti |
| --------- | ------------------------------------------------------------------------ | --------------------------------------- | -------------------------- | ------------- | ------------------- |
| 23 giugno | U.S. National Championships 1917 Filadelfia, USA Erba Singolare - Doppio | Molla Bjurstedt 4-6, 6-0, 6-2           | Marion Vanderhoef          |               |                     |
| 23 giugno | U.S. National Championships 1917 Filadelfia, USA Erba Singolare - Doppio | Molla Bjurstedt Eleonora Sears 6-2, 6-4 | Phyllis Walsh Robert LeRoy |               |                     |

## Luglio
Nessun evento

## Agosto
Nessun evento

## Settembre
Nessun evento

## Ottobre
Nessun evento

## Novembre
Nessun evento

## Dicembre
Nessun evento

## Senza data
| Settimana | Torneo                                                   | Vincitore       | Finalista                 | Semifinalisti | Eliminati ai quarti |
| --------- | -------------------------------------------------------- | --------------- | ------------------------- | ------------- | ------------------- |
|           | Indian Championships 1917 , India Singolare - Doppio     | Irene Peacock   | non conosciuta (bandiera) |               |                     |
|           | Indian Championships 1917 , India Singolare - Doppio     |                 |                           |               |                     |
|           | Torneo di La Jolla 1917 La Jolla, USA Singolare - Doppio | Marion Williams | non conosciuta (bandiera) |               |                     |
|           | Torneo di La Jolla 1917 La Jolla, USA Singolare - Doppio |                 |                           |               |                     |